# 南高野古墳
南高野古墳（みなみたかのこふん）は、岐阜県揖斐郡池田町片山南高野にある、直径22mの円墳。
岐阜県道53号岐阜関ケ原線 の建設による事前調査として（財）岐阜県文化財保護センターが実施した二ノ井遺跡の発掘調査にて、地下約1mの地中で発見される。6世紀後半のものと推定されている。横穴式石室を持ち、内壁にベンガラによる赤い色彩が施されていて、「赤彩古墳」と呼ぶ。須恵器や耳環、馬具などが出土。

土石流により地下に埋没していたため、ほぼ完全な状態で残っていた。副葬品の形やその配置から、この石室内では６世紀後半から７世紀前半にかけて最低３回、埋葬が行われたと考えられている。

天井石は農村公園グリーンパーク片山に移設されている。

## 赤彩古墳
玄室が赤く塗られた赤彩古墳は他に、岐阜県本巣市の舟来山十九、二七二、二七四号墳、岐阜県養老郡上石津町の二又一号墳、滋賀県中主町木部の木部天神前古墳、群馬県前橋市西大室町と東大室町の大室古墳群の前二子古墳（1880年アーネスト・サトウが調査している）などが発掘・調査されている。